# Michael T. Weiss
Michael Terry Weiss (* 2. Februar 1962 in Chicago, Illinois) ist ein US-amerikanischer Schauspieler und Synchronsprecher.

## Leben
Michael T. Weiss’ Vater war leitender Angestellter in der Stahlindustrie, seine Mutter war Hausfrau. Seine Schauspielkarriere begann bereits im Kindesalter, als er für lokale Fernsehsender Werbespots drehte.
Er besuchte die Glenbrook North High School in Northbrook, Illinois. Auf der Highschool war er Mitglied in der Schwimmmannschaft und spielte Basketball. Außerdem war er aktives Mitglied in der Schülervertretung. Während seiner Zeit auf der Highschool lernte er Schauspielern in dem Schauspielseminar The Second City. 1980 spielte er im Alter von 18 Jahren seine erste Filmrolle als Statist im Film Eine ganz normale Familie.
Er besuchte die University of Southern California. Kurze Zeit nach seinem Bachelor of Fine Arts, 1984, bekam er seine erste richtige Rolle als Dr. Mike Horton in Zeit der Sehnsucht. Er betätigte sich auch eine Weile als persönlicher Fitnesstrainer; viele seiner Kunden waren Schauspielkollegen, darunter Pierce Brosnan und James Brolin.
Er wurde bekannt durch seine Rolle in Pretender. Er spielte außerdem in Jeffrey, der Seifenoper 2000 Malibu Road und als wiederkehrender Gast in Crossing Jordan und Profiler mit.
Er lieh außerdem The Nameless One seine Stimme, dem Helden des Computerspieles Planescape: Torment. Außerdem sprach er Tarzan zunächst in Die Legende von Tarzan und dann 2003 im Zeichentrickfilm Tarzan & Jane. In den letzten Jahren spielte er vermehrt Theater, in Boston, Los Angeles und New York – zuletzt am Broadway in der Weltpremiere von Impressionism mit Jeremy Irons und Joan Allen.
2011 übernahm er in der Serie Blue Bloods – Crime Scene New York in vier Folgen die Rolle des Detective Sonny Malevsky.

## Filmografie (Auswahl)

### Als Schauspieler
- 1980: Eine ganz normale Familie (Ordinary People)
- 1986–1987: Zeit der Sehnsucht (Days of Our Lives, Soap, 23 Folgen)
- 1988: Take My Daughter, Please
- 1988: Howling (Howling IV: The Original Nightmare)
- 1990: Das große Erdbeben in L.A. (The Big One: The Great Los Angeles Earthquake)
- 1991: Dark Shadows (Soap, 11 Folgen)
- 1992: 2000 Malibu Road (Soap, 6 Folgen)
- 1994: Die Abenteuer des Brisco County jr. (The Adventures of Brisco County, Jr., Fernsehserie, Folge 1x19)
- 1995: Jeffrey
- 1996: Freeway
- 1996–2000: Pretender (Fernsehserie, 86 Folgen)
- 1999: Freeway II – Highway to Hell (Freeway II: Confessions of a Trickbaby)
- 1999–2000: Profiler (Fernsehserie, 3 Folgen, Crossover mit Pretender)
- 2000: Die Macht des Geldes (Net Wroth)
- 2001: Bones – Der Tod ist erst der Anfang (Bones)
- 2003–2004: Crossing Jordan – Pathologin mit Profil (Crossing Jones, Fernsehserie, 4 Folgen)
- 2003: Written in Blood
- 2004: Until the Night
- 2005: Iowa
- 2007: Fade
- 2010: Sex and the City 2
- 2011: Blue Bloods – Crime Scene New York (Blue Bloods, Fernsehserie, 4 Folgen)
- 2011: Burn Notice (Fernsehserie, Folge 5x10)
- 2017: Sunset Park

### Als Synchronsprecher
- 1999: Planescape: Torment (Computerspiel) … als The Nameless One
- 2001–2003: Die Legende von Tarzan (Disney’s Tarzan, Zeichentrickserie, 39 Folgen) … als Tarzan
- 2002: Jackie Chan Adventures (Zeichentrickserie, Folge 2x30) … als Giles
- 2002, 2005: Die Liga der Gerechten (Justice League, Zeichentrickserie, 3 Folgen) … als Etrigan the Demon/Jason Blood
- 2003: Tarzan & Jane … als Tarzan
- 2003: Freelancer (Computerspiel) … als Orillion
- 2005–2007: Higglystadt Helden (Higglystadt Heroes, Zeichentrickserie, 3 Folgen) … als Mountain Rescue Hero und Veterinarian Hero
- 2009, 2011: Batman: The Brave and the Bold (Zeichentrickserie, Folgen 1x14, 3x12) … als Adam Strange
- 2011: Marvel vs. Capcom 3: Fate of Two Worlds (Videospiel) … als Dormammu
- 2012–2013: Young Justice (Zeichentrickserie) … als Nathaniel Adams/Captain Atom